# Ferdinand Stich

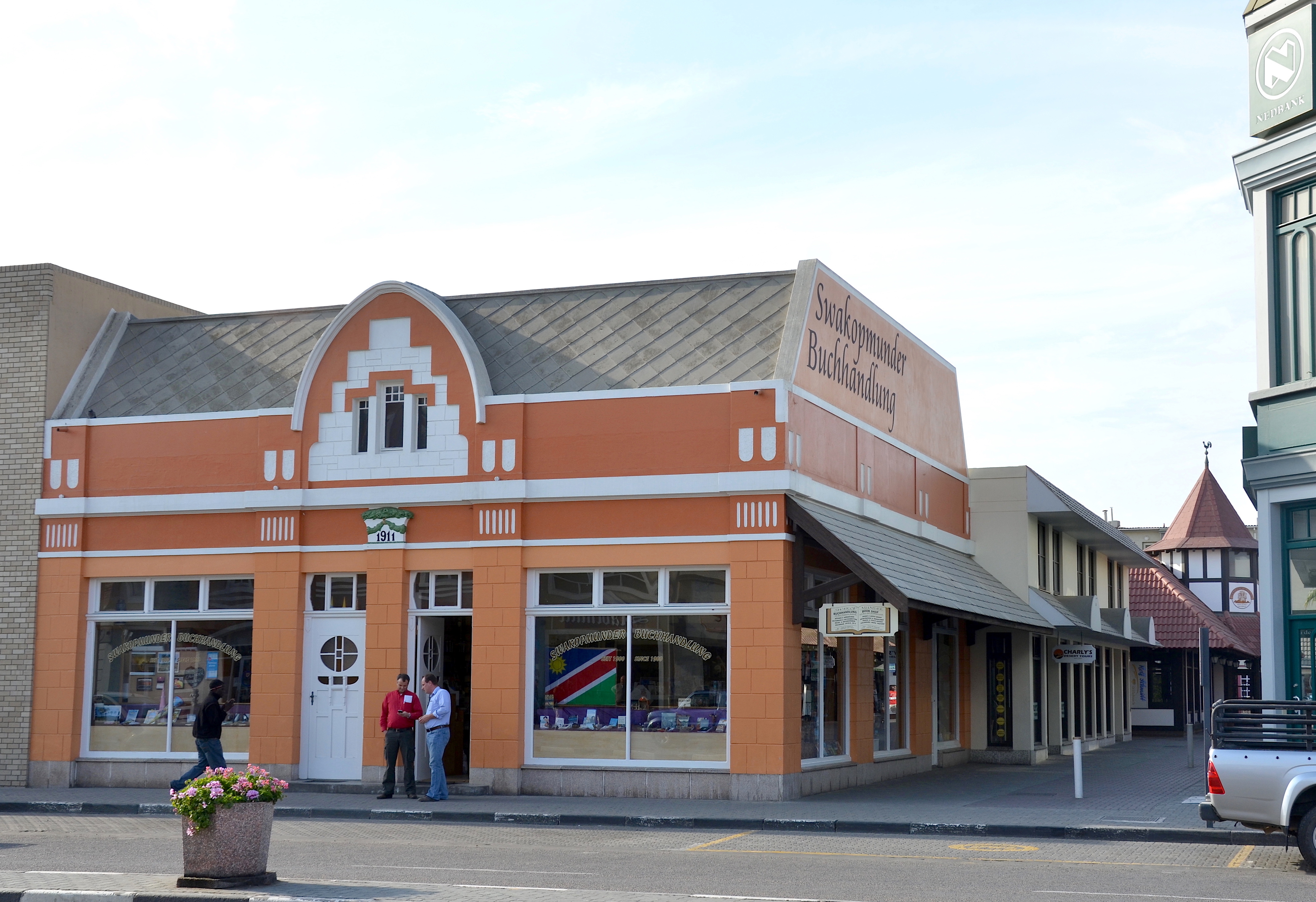
Swakopmunder Buchhandlung (2014)

Sam-Cohen-Bibliothek in Swakopmund (2010)

Ferdinand Stich (* 14. April 1892 in Frankfurt am Main; † 6. März 1967 in Swakopmund, Südwestafrika) war ein deutsch-namibischer Bibliophiler und Buchhändler in Swakopmund im heutigen Namibia.
Stich lernte in Berlin und Mannheim. 1911 wanderte er nach Deutsch-Südwestafrika aus.
Er war Sammler sowie Eigentümer einer der umfangreichsten Sammlungen zur Geschichte Afrikas. Stich und seine Ehefrau Alice (geb. Willasch), mit der er seit 1933 verheiratet war, lehnten wiederholt Angebote aus aller Welt zum Erwerb der Africana-Sammlung mit mehr als 2000 Titeln ab. Ihr Ziel war es die bibliografische Sammlung für Südwestafrika zu erhalten. Schlussendlich erwarb der Rotary Club aus Swakopmund die Sammlung und stiftete diese an die Wissenschaftliche Gesellschaft Swakopmund. Sam Cohen baute eigens hierfür die Sam-Cohen-Bibliothek, deren Herzstück die Ferdinand Stich Africana ist. 1924 wurde Stich Inhaber der Swakopmunder Buchhandlung, die er bis zu seinem Tod führte. Diese wurde von Hans und Anka Delius übernommen und 1998 an Anton von Wietersheim abgegeben. Stich gründete auch die heutige Buchhandlung Die Muschel, ursprünglich als Kunstgalerie.
Stich engagierte sich als Ratsabgeordneter der Stadtverwaltung auch politisch. Er war eng mit dem Zahnarzt Alfons Weber, dem Gründer des Swakopmund Museums, befreundet.
Nach Stich ist eine Straße (Stand 2020) im Swakopmunder Stadtviertel Central benannt.